# Reprezentacja Japonii w piłce siatkowej kobiet

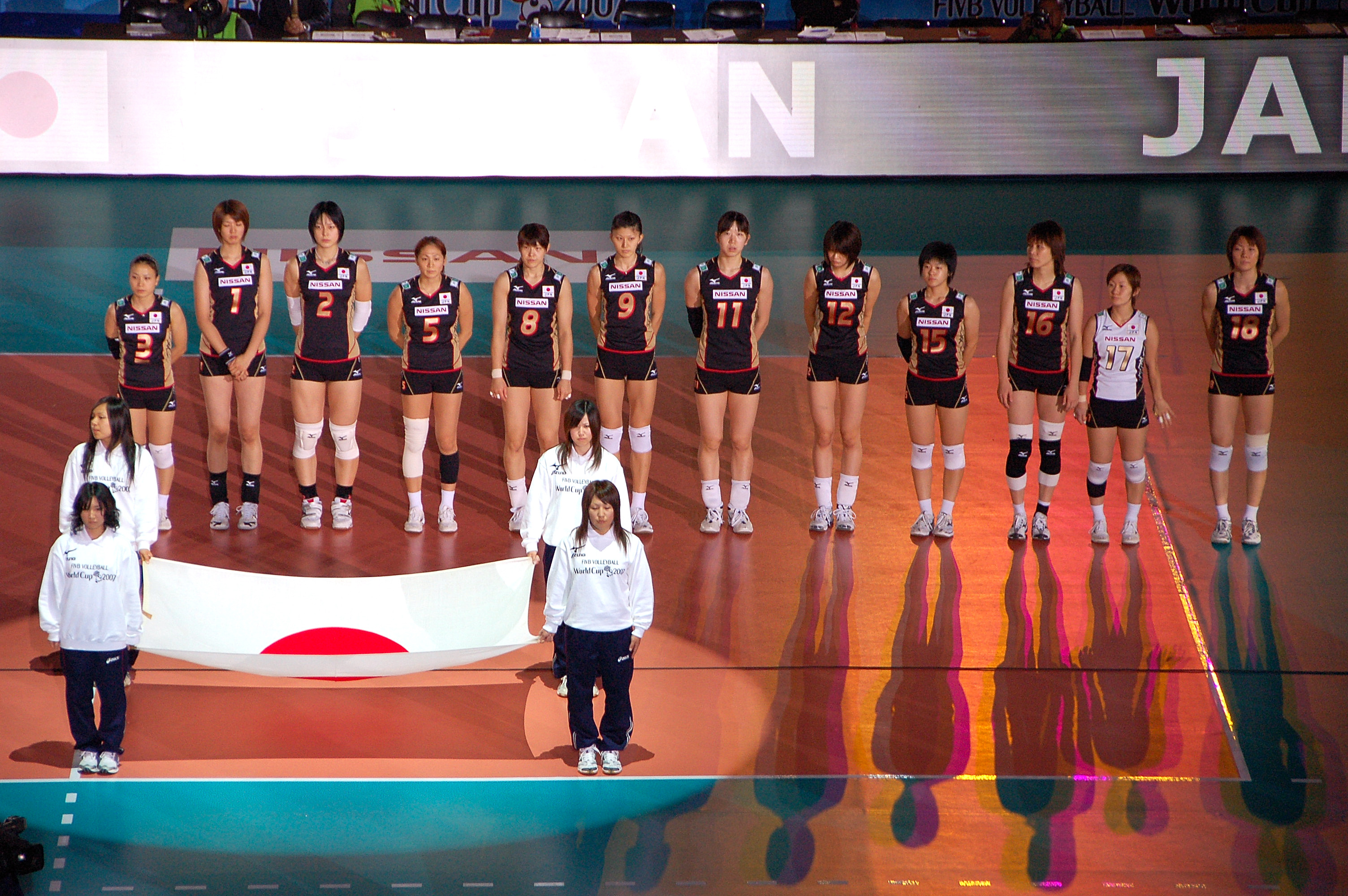
Siatkarki Japonii przed meczem w Pucharze Świata 2007

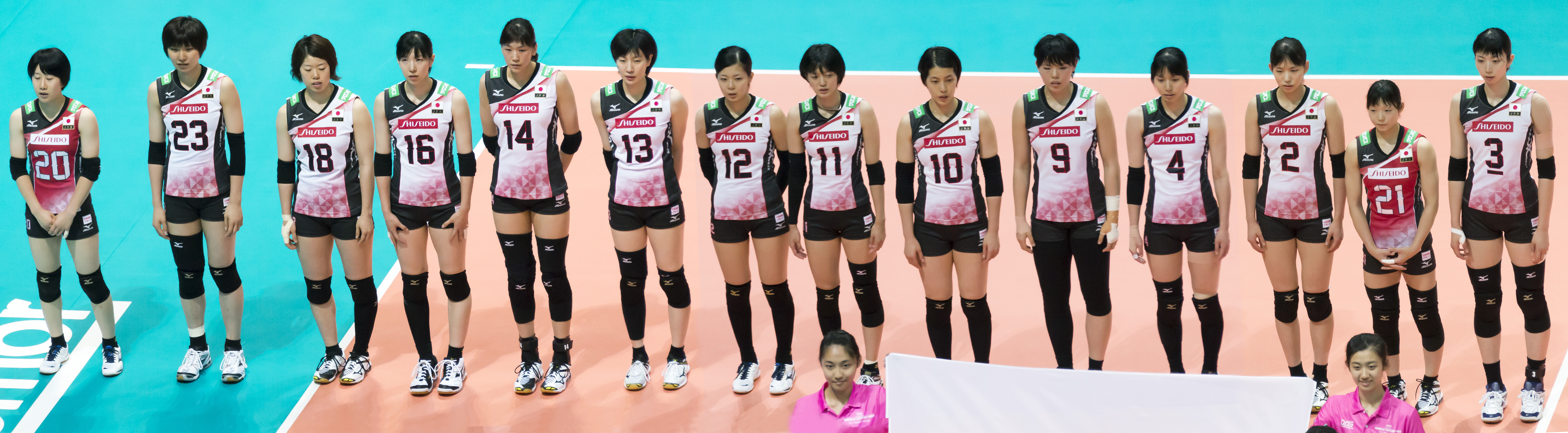
Siatkarki Japonii przed meczem z reprezentacją Chin w grupie G1 w Grand Prix 2017

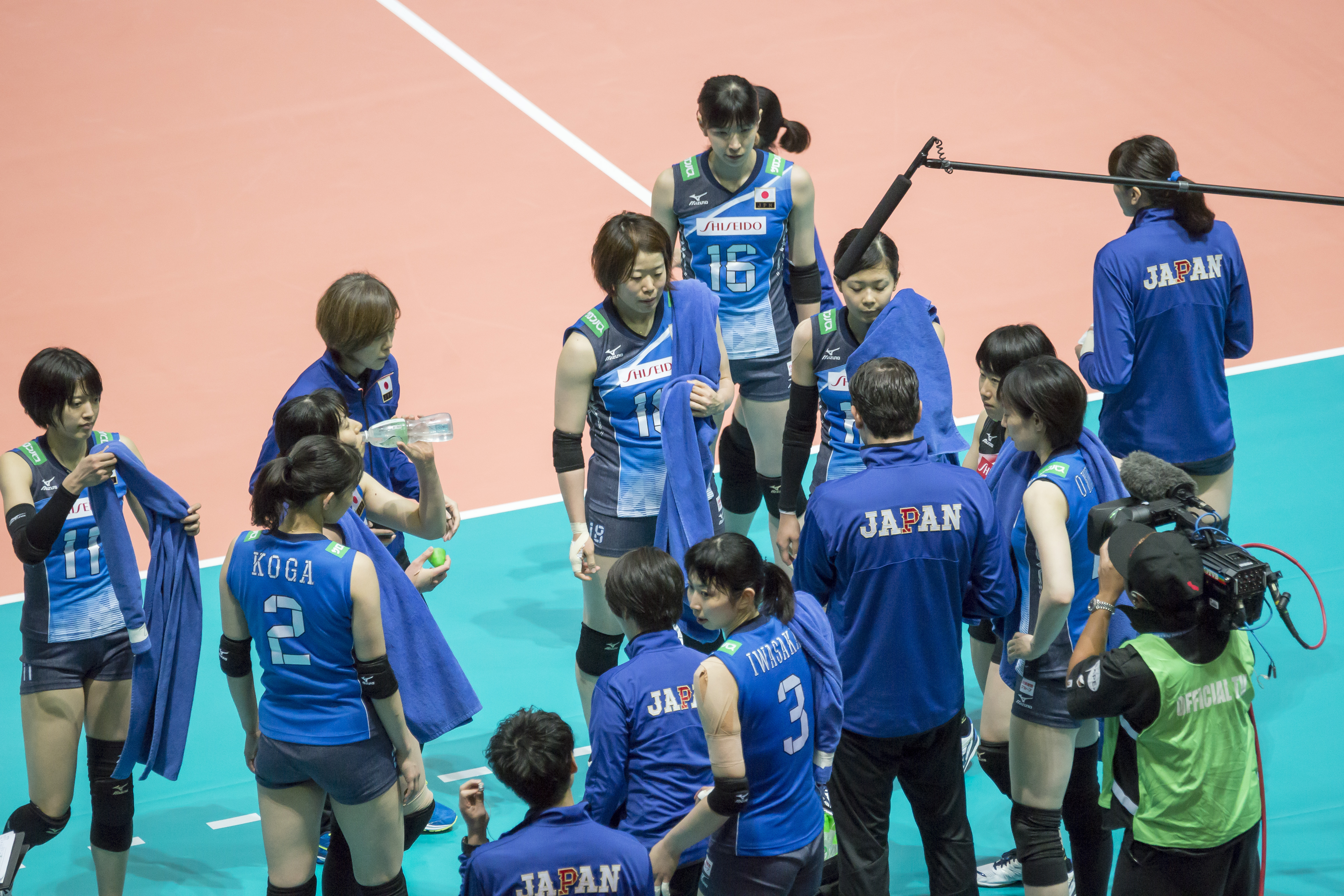
Siatkarki Japonii podczas przerwy w trakcie z jednych setów w meczu z reprezentacją Rosji w grupie G1 w Grand Prix 2017

Reprezentacja Japonii w piłce siatkowej kobiet to narodowa reprezentacja tego kraju, reprezentująca go na arenie międzynarodowej.

## Trenerzy
| Lata      | Imię i nazwisko    |
| --------- | ------------------ |
| 1989      | Noriyuki Muneuchi  |
| 1990-1993 | Kazunori Yoneda    |
| 1994      | Tadayoshi Yokota   |
| 1996      | Kuniaki Yoshida    |
| 1997-2000 | Nobuchika Kuzuwa   |
| 2001-2002 | Masahiro Yoshikawa |
| 2003-2008 | Shoichi Yanagimoto |
| 2009-2016 | Masayoshi Manabe   |
| 2017-2021 | Kumi Nakada        |
| 2022-2024 | Masayoshi Manabe   |
| 2025-     | Ferhat Akbaş       |

## Szeroki skład reprezentacji Japonii naLigę Narodów 2025[6]
Zawodniczki:
- 1. Koyomi Iwasaki
- 2. Ayaka Araki
- 3. Haruyo Shimamura
- 4. Mayu Ishikawa
- 5. Miwako Osanai
- 6. Nanami Seki
- 7. Tamaki Matsui
- 8. Manami Kojima
- 10. Ai Kurogo
- 11. Nichika Yamada
- 12. Satomi Fukudome
- 13. Yukiko Wada
- 14. Fuyumi Hawi Okumu Oba
- 15. Airi Miyabe
- 16. Asuka Hamamatsu
- 17. Maki Yamaguchi
- 18. Hitomi Shiode
- 19. Miiku Iwasawa
- 20. Hiroyo Yamanaka
- 21. Minami Nishimura
- 22. Tsukasa Nakagawa
- 23. Haruna Kawabata
- 24. Rui Nonaka
- 26. Yoshino Sato
- 27. Nanami Asano
- 28. Megumi Fukazawa
- 30. Ayane Kitamado
- 33. Miku Akimoto
- 34. Kokomi Kawamata
- 35. Mana Nishizaki

## Osiągnięcia
Igrzyska Azjatyckie:
- 1. miejsce – 1962, 1966, 1970, 1974, 1978
- 2. miejsce – 1982, 1986, 2006, 2022[7]
- 3. miejsce – 1990, 1994, 1998, 2002

Mistrzostwa Świata:
- 1. miejsce – 1962, 1967, 1974
- 2. miejsce – 1960, 1970, 1978
- 3. miejsce – 2010

Igrzyska Olimpijskie:
- 1. miejsce – 1964, 1976
- 2. miejsce – 1968, 1972
- 3. miejsce – 1984, 2012

Puchar Świata:
- 1. miejsce – 1977
- 2. miejsce – 1973, 1981

Mistrzostwa Azji:
- 1. miejsce – 1975, 1983, 2007, 2017, 2019
- 2. miejsce – 1979, 1987, 1991, 1993, 2003, 2011, 2013
- 3. miejsce – 1989, 1995, 1997, 1999, 2005, 2009, 2023

Volley Masters Montreux:
- 1. miejsce – 2011
- 2. miejsce – 2015, 2019
- 3. miejsce – 1989, 2001

Puchar Wielkich Mistrzyń:
- 3. miejsce – 2001, 2013

Liga Narodów:
- 2. miejsce – 2024[8]

## Udział i miejsca w imprezach

### Igrzyska Olimpijskie
| Rok  | Kraj           | Miejsce       |
| ---- | -------------- | ------------- |
| 1964 | Tokio          | 1. miejsce    |
| 1968 | Meksyk         | 2. miejsce    |
| 1972 | Monachium      | 2. miejsce    |
| 1976 | Montreal       | 1. miejsce    |
| 1980 | Moskwa         | brak udziału  |
| 1984 | Los Angeles    | 3. miejsce    |
| 1988 | Seul           | 4. miejsce    |
| 1992 | Barcelona      | 5. miejsce    |
| 1996 | Atlanta        | 9. miejsce    |
| 2000 | Sydney         | brak udziału  |
| 2004 | Ateny          | 5. miejsce    |
| 2008 | Pekin          | 5. miejsce    |
| 2012 | Londyn         | 3. miejsce    |
| 2016 | Rio de Janeiro | 5-8. miejsce  |
| 2020 | Tokio          | 9-10. miejsce |
| 2024 | Paryż          | 9. miejsce    |

### Mistrzostwa Świata
| Rok  | Kraj              | Miejsce      |
| ---- | ----------------- | ------------ |
| 1952 | ZSRR              | brak udziału |
| 1956 | Francja           | brak udziału |
| 1960 | Brazylia          | 2. miejsce   |
| 1962 | ZSRR              | 1. miejsce   |
| 1967 | Japonia           | 1. miejsce   |
| 1970 | Bułgaria          | 2. miejsce   |
| 1974 | Meksyk            | 1. miejsce   |
| 1978 | ZSRR              | 2. miejsce   |
| 1982 | Peru              | 4. miejsce   |
| 1986 | Czechosłowacja    | 7. miejsce   |
| 1990 | Chiny             | 8. miejsce   |
| 1994 | Brazylia          | 7. miejsce   |
| 1998 | Japonia           | 8. miejsce   |
| 2002 | Niemcy            | 13. miejsce  |
| 2006 | Japonia           | 6. miejsce   |
| 2010 | Japonia           | 3. miejsce   |
| 2014 | Włochy            | 8. miejsce   |
| 2018 | Japonia           | 6. miejsce   |
| 2022 | Holandia / Polska | 5. miejsce   |
| 2025 | Tajlandia         |              |

### Mistrzostwa Azji
| Rok  | Kraj             | Miejsce    |
| ---- | ---------------- | ---------- |
| 1975 | Australia        | 1. miejsce |
| 1979 | Chiny            | 2. miejsce |
| 1983 | Japonia          | 1. miejsce |
| 1987 | Chiny            | 2. miejsce |
| 1989 | Hongkong         | 3. miejsce |
| 1991 | Tajlandia        | 2. miejsce |
| 1993 | Chiny            | 2. miejsce |
| 1995 | Tajlandia        | 3. miejsce |
| 1997 | Filipiny         | 3. miejsce |
| 1999 | Hongkong         | 3. miejsce |
| 2001 | Tajlandia        | 4. miejsce |
| 2003 | Wietnam          | 2. miejsce |
| 2005 | Chiny            | 3. miejsce |
| 2007 | Tajlandia        | 1. miejsce |
| 2009 | Wietnam          | 3. miejsce |
| 2011 | Chińskie Tajpej  | 2. miejsce |
| 2013 | Tajlandia        | 2. miejsce |
| 2015 | Chiny            | 6. miejsce |
| 2017 | Filipiny         | 1. miejsce |
| 2019 | Korea Południowa | 1. miejsce |
| 2023 | Tajlandia        | 3. miejsce |

### Grand Prix
| Rok  | Miasto          | Miejsce    |
| ---- | --------------- | ---------- |
| 1993 | Hongkong        | 6. miejsce |
| 1994 | Szanghaj        | 4. miejsce |
| 1995 | Szanghaj        | 7. miejsce |
| 1996 | Szanghaj        | 8. miejsce |
| 1997 | Kobe            | 4. miejsce |
| 1998 | Hongkong        | 7. miejsce |
| 1999 | Yuxi            | 7. miejsce |
| 2000 | Manila          | 8. miejsce |
| 2001 | Makau           | 6. miejsce |
| 2002 | Hongkong        | 5. miejsce |
| 2003 | Andria          | 9. miejsce |
| 2004 | Reggio Calabria | 9. miejsce |
| 2005 | Sendai          | 6. miejsce |
| 2006 | Reggio Calabria | 6. miejsce |
| 2007 | Ningbo          | 9. miejsce |
| 2008 | Yokohama        | 6. miejsce |
| 2009 | Tokio           | 6. miejsce |
| 2010 | Ningbo          | 5. miejsce |
| 2011 | Makau           | 5. miejsce |
| 2012 | Ningbo          | 9. miejsce |
| 2013 | Sapporo         | 4. miejsce |
| 2014 | Tokio           | 2. miejsce |
| 2015 | Omaha           | 6. miejsce |
| 2016 | Bangkok         | 9. miejsce |
| 2017 | Nankin          | 7. miejsce |

### Liga Narodów
| Rok  | Miasto    | Miejsce     |
| ---- | --------- | ----------- |
| 2018 | Nankin    | 10. miejsce |
| 2019 | Nankin    | 9. miejsce  |
| 2021 | Rimini    | 4. miejsce  |
| 2022 | Ankara    | 7. miejsce  |
| 2023 | Arlington | 7. miejsce  |
| 2024 | Bangkok   | 2. miejsce  |
| 2025 | Łódź      | 4. miejsce  |

### Puchar Świata
| Rok  | Kraj    | Miejsce    |
| ---- | ------- | ---------- |
| 1973 | Urugwaj | 2. miejsce |
| 1977 | Japonia | 1. miejsce |
| 1981 | Japonia | 2. miejsce |
| 1985 | Japonia | 4. miejsce |
| 1989 | Japonia | 4. miejsce |
| 1991 | Japonia | 7. miejsce |
| 1995 | Japonia | 6. miejsce |
| 1999 | Japonia | 6. miejsce |
| 2003 | Japonia | 5. miejsce |
| 2007 | Japonia | 7. miejsce |
| 2011 | Japonia | 4. miejsce |
| 2015 | Japonia | 5. miejsce |
| 2019 | Japonia | 5. miejsce |

### Puchar Wielkich Mistrzyń
| Rok  | Kraj    | Miejsce    |
| ---- | ------- | ---------- |
| 1993 | Japonia | 5. miejsce |
| 1997 | Japonia | 5. miejsce |
| 2001 | Japonia | 3. miejsce |
| 2005 | Japonia | 5. miejsce |
| 2009 | Japonia | 4. miejsce |

### Igrzyska Azjatyckie
| Rok  | Miasto               | Miejsce    |
| ---- | -------------------- | ---------- |
| 1962 | Dżakarta             | 1. miejsce |
| 1966 | Bangkok              | 1. miejsce |
| 1970 | Bangkok              | 1. miejsce |
| 1974 | Teheran              | 1. miejsce |
| 1978 | Bangkok              | 1. miejsce |
| 1982 | Nowe Delhi           | 2. miejsce |
| 1986 | Seul                 | 2. miejsce |
| 1990 | Pekin                | 3. miejsce |
| 1994 | Hiroszima            | 3. miejsce |
| 1998 | Bangkok              | 3. miejsce |
| 2002 | Pusan                | 3. miejsce |
| 2006 | Doha                 | 2. miejsce |
| 2010 | Kanton               | 6. miejsce |
| 2014 | Inczon               | 4. miejsce |
| 2018 | Dżakarta / Palembang | 4. miejsce |
| 2022 | Hangzhou             | 2. miejsce |

### Volley Masters Montreux
| Rok  | Miasto   | Miejsce      |
| ---- | -------- | ------------ |
| 1988 | Montreux | 3. miejsce   |
| 1989 | Montreux | 2. miejsce   |
| 1990 | Montreux | ?            |
| 1991 | Montreux | brak udziału |
| 1992 | Montreux | brak udziału |
| 1993 | Montreux | brak udziału |
| 1994 | Montreux | 7. miejsce   |
| 1995 | Montreux | 6. miejsce   |
| 1996 | Montreux | 7. miejsce   |
| 1998 | Montreux | 5. miejsce   |
| 1999 | Montreux | 7. miejsce   |
| 2000 | Montreux | brak udziału |
| 2001 | Montreux | 3. miejsce   |
| 2002 | Montreux | 6. miejsce   |
| 2003 | Montreux | 6. miejsce   |
| 2004 | Montreux | 7. miejsce   |
| 2005 | Montreux | 4. miejsce   |
| 2006 | Montreux | 6. miejsce   |
| 2007 | Montreux | brak udziału |
| 2008 | Montreux | brak udziału |
| 2009 | Montreux | 7. miejsce   |
| 2010 | Montreux | 7. miejsce   |
| 2011 | Montreux | 1. miejsce   |
| 2013 | Montreux | 5. miejsce   |
| 2014 | Montreux | 6. miejsce   |
| 2015 | Montreux | 2. miejsce   |
| 2016 | Montreux | brak udziału |
| 2017 | Montreux | brak udziału |
| 2018 | Montreux | brak udziału |
| 2019 | Montreux | 2. miejsce   |